# Sofi Tukker
Sofi Tukker — американский музыкальный дуэт, состоящий из Софи Хоули-Уэлд и Такера Хэлперна, играющий в стиле электронной танцевальной и хаус-музыки. Номинант премии Грэмми.

## История
Группа Sofi Tukker была основана в 2014 году. Дуэт в составе певицы, гитаристки и композитора Софи Хоули-Уэлд (Sophie Hawley-Weld) и музыканта, клавишника и бэк-вокалиста Такера Хэлперна (Tucker Halpern) выпустили свой первый мини-диск EP Soft Animals 8 июля 2016 года. Этот EP включал песни «Drinkee», «Matadora», «Awoo», Déjà Vu Affair, Moon Tattoo и «Hey Lion». Название происходит из стихотворения американского поэта Mary Oliver («You only have to let the soft animal of your body love what it loves»).
Песня «Drinkee» с мини-диска EP Soft Animals была в 2017 году номинирована на премию Грэмми в категории Премия «Грэмми» за лучшую танцевальную запись (Grammy for Best Dance Recording). «Drinkee» адаптирована из стихотворения, написанного бразильским поэтом Чакалом (Chacal), сопровождается звучанием колокольчиков, бонго, электрических гитар и низких басовых струн. «Drinkee» также звучит в романтическом комедийном фильме «Невероятная Джессика Джеймс».
Песня «Johny» представлена в компьютерной игре FIFA 17 фирмы EA Sports и она также адаптирована из стихотворения бразильского поэта Paulo Leminski.
Вышедшая в 2017 году песня «Best Friend» проигрывалась во время презентации нового мобильного телефона iPhone X во время церемонии Apple Event, прошедшей 12 сентября 2017 года. Она также включена в футбольную игру FIFA 18, второй год подряд, а также в саундтрек FIFA.
Обновлённая версия их песни «Batshit» под названием «That’s It (I’m Crazy)» была представлена в телевизионной рекламе для Apple, продвигающей свой специальный выпуск iPhone 8 RED-смартфона в 2018 году.
«Batshit» в мае 2018 года возглавила чарт Billboard & Clio’s «Top TV Commercials Chart» и достигла № 16 в чарте Hot Dance/Electronic Songs (28 апреля).
В апреле 2018 года вышел первый студийный альбом Treehouse.
Песня Sofi Tukker «Good Time Girl» была использована в интро к сериалу «Новый Папа».

## Дискография

### Альбомы
| Название   | Детали                                                                                  | Высшие позиции в чартах | Высшие позиции в чартах | Высшие позиции в чартах | Высшие позиции в чартах | Высшие позиции в чартах | Высшие позиции в чартах |
| Название   | Детали                                                                                  | US Dance                | US Heat.                | BEL (FL)                | CAN                     | LIT                     | NZ Heat.                |
| ---------- | --------------------------------------------------------------------------------------- | ----------------------- | ----------------------- | ----------------------- | ----------------------- | ----------------------- | ----------------------- |
| Treehouse  | - Выпущен: 13 апреля 2018 - Лейбл: Ultra Music - Форматы: CD, LP, цифровая дистрибуция  | 5                       | 6                       | 66                      | 54                      | —                       | 9                       |
| Wet Tennis | - Выпущен: 29 апреля 2022 - Лейбл: Ultra Music - Форматы: CD, LP, цифровая дистрибуция  | 12                      | —                       | —                       | —                       | 77                      | —                       |
| Bread      | - Выпущен: 23 августа 2024 - Лейбл: Ultra Music - Форматы: CD, LP, цифровая дистрибуция | —                       | —                       | —                       | —                       | —                       | —                       |

### Мини-альбомы
| Soft Animals                                                              | - Выпущен: 8 июля 2016 - Лейбл: Нет (выпущен самостоятельно) - Форматы: CD, LP, цифровая дистрибуция               | 14 |
| Dancing on the People                                                     | - Выпущен: September 20, 2019 - Лейбл: Ultra Records, Sony Music Entertainment - Форматы: CD, цифровая дистрибуция | —  |
| «—» означает, что альбом не попал в чарт страны или не был в ней выпущен. | |    |

### Синглы

#### Как ведущие исполнители
| Название                                                                 | Год  | Высшие позиции в чартах | Высшие позиции в чартах | Высшие позиции в чартах | Высшие позиции в чартах | Высшие позиции в чартах | Высшие позиции в чартах | Высшие позиции в чартах | Высшие позиции в чартах | Высшие позиции в чартах | Высшие позиции в чартах | Сертификация                     | Альбом                |
| Название                                                                 | Год  | US                      | US Alt.                 | US Dance                | AUS                     | BEL (FL)                | CAN                     | FRA Down.               | ITA                     | NZ Hot                  | SWE Heat.               | Сертификация                     | Альбом                |
| ------------------------------------------------------------------------ | ---- | ----------------------- | ----------------------- | ----------------------- | ----------------------- | ----------------------- | ----------------------- | ----------------------- | ----------------------- | ----------------------- | ----------------------- | -------------------------------- | --------------------- |
| «Drinkee»                                                                | 2016 | —                       | —                       | —                       | 42                      | —                       | —                       | —                       | 43                      | —                       | —                       | - ARIA: золотой                  | Soft Animals          |
| «Hey Lion»                                                               | 2016 | —                       | —                       | —                       | —                       | —                       | —                       | —                       | —                       | —                       | —                       |                                  | Soft Animals          |
| «Awoo»                                                                   | 2016 | —                       | —                       | —                       | —                       | —                       | —                       | —                       | —                       | —                       | —                       |                                  | Soft Animals          |
| «Matadora»                                                               | 2016 | —                       | —                       | —                       | —                       | —                       | —                       | —                       | —                       | —                       | —                       |                                  | Soft Animals          |
| «Déjà Vu Affair»                                                         | 2016 | —                       | —                       | —                       | —                       | —                       | —                       | —                       | —                       | —                       | —                       |                                  | Soft Animals          |
| «Johny»                                                                  | 2017 | —                       | —                       | —                       | —                       | —                       | —                       | —                       | —                       | —                       | —                       |                                  | Treehouse             |
| «Greed»                                                                  | 2017 | —                       | —                       | —                       | —                       | —                       | —                       | —                       | —                       | —                       | —                       |                                  | Внеальбомный сингл    |
| «Fuck They»                                                              | 2017 | —                       | —                       | —                       | —                       | —                       | —                       | —                       | —                       | —                       | —                       |                                  | Treehouse             |
| «Best Friend» (совместно с Nervo, The Knocks и Alisa Ueno)               | 2017 | 81                      | 15                      | 5                       | —                       | 10                      | 61                      | 86                      | —                       | —                       | —                       | - MC: платиновый - RIAA: золотой | Treehouse             |
| «Energia»                                                                | 2017 | —                       | —                       | —                       | —                       | —                       | —                       | —                       | —                       | —                       | —                       |                                  | Treehouse             |
| «Baby I’m a Queen»                                                       | 2018 | —                       | —                       | —                       | —                       | —                       | —                       | —                       | —                       | —                       | —                       |                                  | Treehouse             |
| «Batshit»                                                                | 2018 | —                       | —                       | 22                      | —                       | —                       | —                       | 47                      | —                       | —                       | —                       | - MC: золотой                    | Treehouse             |
| «That’s It (I’m Crazy)»                                                  | 2018 | —                       | —                       | 16                      | —                       | —                       | —                       | 67                      | —                       | —                       | —                       |                                  | Внеальбомные синглы   |
| «Energia (Parte 2)» (совместно с Паблло Виттаром)                        | 2018 | —                       | —                       | —                       | —                       | —                       | —                       | —                       | —                       | —                       | —                       |                                  | Внеальбомные синглы   |
| «Benadryl»                                                               | 2018 | —                       | —                       | —                       | —                       | —                       | —                       | —                       | —                       | —                       | —                       |                                  | Treehouse             |
| «Mi Rumba» (совместно с Zhu)                                             | 2019 | —                       | —                       | —                       | —                       | —                       | —                       | —                       | —                       | —                       | —                       |                                  | Внеальбомный сингл    |
| «Fantasy»                                                                | 2019 | —                       | —                       | —                       | —                       | —                       | —                       | —                       | —                       | —                       | —                       |                                  | Dancing on the People |
| «Playa Grande» (совместно с Bomba Estéreo)                               | 2019 | —                       | —                       | —                       | —                       | —                       | —                       | —                       | —                       | —                       | —                       |                                  | Dancing on the People |
| «Swing» (соло или совместно с Allday)                                    | 2019 | —                       | —                       | —                       | —                       | —                       | —                       | —                       | —                       | —                       | —                       |                                  | Dancing on the People |
| «Purple Hat»                                                             | 2019 | —                       | —                       | 15                      | 23                      | —                       | —                       | —                       | —                       | 32                      | 9                       |                                  | Dancing on the People |
| «House Arrest» (совместно с Gorgon City)                                 | 2020 | —                       | —                       | 21                      | —                       | —                       | —                       | —                       | —                       | —                       | —                       |                                  | Внеальбомный сингл    |
| «—» означает, что сингл не попал в чарт страны или не был в ней выпущен. |      |                         |                         |                         |                         |                         |                         |                         |                         |                         |                         |                                  |                       |

#### Другие синглы
| Название         | Год  | Высшие позиции в чартах | Альбом                   |
| Название         | Год  | US Dance                | Альбом                   |
| ---------------- | ---- | ----------------------- | ------------------------ |
| «Good Time Girl» | 2020 | 47                      | Treehouse                |
| «Feeling Good»   | 2020 | 31                      | Birds of Prey: The Album |

#### Ремиксы
- 2019: Лоран Вульф совместно с Эриком Картером — «No Stress» (Sofi Tukker Remix)[60]

## Награды и номинации
| Год  | Номинируемая работа | Категория                                                 | Результат | Ссылки |
| ---- | ------------------- | --------------------------------------------------------- | --------- | ------ |
| 2017 | «Drinkee»           | Премия «Грэмми» за лучшую танцевальную запись             | Номинация | [ 61 ] |
| 2019 | «Treehouse»         | Премия «Грэмми» за лучший танцевальный/электронный альбом | Номинация | [ 62 ] |